# John Marston (ondernemer)
John Marston (6 mei 1836 Ludlow - 8 maart 1918 Colwyn Bay) was een Brits ondernemer die aan het einde van het victoriaans tijdperk een vertinnerij en 'Japanware' fabriek in Wolverhampton had, maar bekendheid kreeg als oprichter en directeur van Sunbeam, dat fietsen, auto's, motorfietsen, radiateurs, vliegtuigen, vliegtuigmotoren, autobussen en trolleybussen produceerde. Hij was ook enige jaren burgemeester van Wolverhampton. 

## Jeugd
Marston was de zoon van een rijke landeigenaarsfamilie, waarvan de Britse wortels terug te voeren zijn tot 1202. Zijn ouders waren Richard Marston en Mary White. Hij werd opgeleid aan de St. Lawrence's Grammar School in Ludlow en de Christ's Hospital School in Londen. Hij ging als vijftienjarige in de leer bij de Darby's Iron Works in Wolverhampton en bij de 'Jeddo' vertinnerij en Japanware fabriek van Richard Perry, Son & Co in Wolverhampton, waar hij een leercontract kreeg. Hier leerde hij metaaltechniek en emailleren. Japanware was lakwerk van verschillende, vaak huishoudelijke artikelen van messing en koper, die voorzien werden van een donkere onderlaag en vele kleurrijke motieven. Het was voortgekomen uit het Japans lakwerk en in de 18e eeuw populair geworden in Engeland. Wolverhampton oefende waarschijnlijk een grote aantrekkingskracht uit op John, omdat het de belangrijkste industriestad in Staffordshire was. De Jeddo vertinnerij was gevestigd aan Paul Street, midden in het gebied dat later "Sunbeamland" zou worden. 

## Gezinsleven
In 1865 trouwde Marston met Ellen Edge, die zeven jaar jonger was. Ze kregen tien kinderen: Edith, (23 januari 1866), Charles (6 april 1867), John Harold (Jack) (29 september 1868), Katherine Maud (27 juli 1870), Roland (2 maart 1872), Ida Margaret (27 september 1873), Frederick Milward (8 september 1875, genoemd naar zijn oom, de echtgenoot van Ellen's zuster Fanny), Norman (4 september 1879), Henry Clive (geboortedatum onbekend) en Ellen Allerton (27 december 1886). Edith en Henry Clive overleden al op jonge leeftijd, maar John en Ellen zouden veel van hun kinderen overleven. De Marston familie woonde in 'the Oaks', een Victoriaans huis aan Merridale Road met een grote tuin. Merridale Road lag indertijd nog aan de rand van de stad. In 1885 werd Marstons achttienjarige zoon Charles leerling in het bedrijf van Marston. Charles studeerde daarnaast scheikunde aan het Mason College, dat tegenwoordig deel uitmaakt van de Universiteit van Birmingham. Charles was ook zeer gelovig en wijdde een groot deel van zijn tijd aan Bijbelstudie. De mannelijke leden van de Marston familie waren enthousiaste fietsers en tricyclisten. Charles verhaalde in zijn dagboek over dagtrips waarbij de mannen hele afstanden aflegden met hun twee- en driewielers, terwijl de dames in rijtuigen volgden. De familie had een zomerhuis in Colwyn Bay (Wales) waar ze in de zomer veel tijd doorbrachten. Charles noemde zijn vader "a champion tricyclist". Toen Marston ruim over de vijftig was reed hij met zijn tricycle circa 55 km naar Ludlow, overnachtte bij familie en reed de volgende dag ongeveer 45 km naar Shrewsbury, waarna hij de trein naar huis nam. In 1900 verhuisde het gezin naar 'the Gables' aan Wood Road in de wijk Tettenhall. Het huis heette oorspronkelijk 'Glen Bank'. Er lag grond omheen en een stuk bos. 
Marston ging op zijn tachtigste, in 1916, met pensioen. In 1918, toen John en Ellen in hun tweede huis in Colwyn Bay waren, hoorden ze het nieuws van het overlijden van hun derde zoon Roland. Roland was de beoogd opvolger van Marston in het bedrijf. Hij werd 45 jaar oud. Marston en zijn vrouw hadden op dat moment vijf van hun kinderen overleefd, maar deze klap kwamen ze niet meer te boven. Marston overleed daags na de begrafenis in Colwyn Bay. Ellen overleed zes weken later. Marston en zijn vrouw werden beiden begraven in Colwyn Bay en niet in Wolverhampton, mogelijk omdat er door de Eerste Wereldoorlog transportproblemen waren. In Wolverhampton werd wel een eredienst voor Marston gehouden. Er werd een herinneringssteen aangebracht aan St. Peter's Church door de werknemers van Sunbeam. 

### Een "heer van stand"
Marston groeide op in het Victoriaans tijdperk en genoot samen met zijn gezin van het leven 'op stand'. Zo werd de 21e verjaardag van zoon Charles in 1888 gevierd met een groot feest. Charles schreef hierover in zijn dagboek. Hij kreeg een biljet van tien Pond, gouden manchetknopen, een gouden dasspeld en een met goud ingelegde leren tas. Op de fabriek werden drie grote ballonnen opgelaten. 's Avonds volgde een diner met een muziekband in het Star & Garter Hotel, met het voltallige 200-koppige personeel als gast. Van het personeel kreeg Charles een gouden horloge met inscriptie en een bijbel. Vanaf die dag eindigde zijn leerlingschap en kreeg hij een maandsalaris van acht pond, dat al snel werd verhoogd naar vijftien pond. Marston gedroeg zich ten opzichte van zijn personeel 'uit de hoogte'. Hij bleef een liefhebber van fietsen. Daarom fietste elke ochtend een werknemer met een tweede fiets aan de hand naar 'the Oaks'. Marston reed ermee naar het werk, op discrete afstand gevolgd door de werknemer. Een andere werknemer haalde elke ochtend een krentenbol voor Marston bij Reynolds Restaurant in Queen Sqare.

## Werk
Toen Marstons tijd als leerjongen eindigde, kocht hij de japanningfabriek van Daniel Smith Lester in Bilston. Hij was toen 23 jaar oud. Het bedrijf van Marston bloeide en toen Edward Perry in 1871 overleed nam hij ook de Jeddo Works over. Daarmee was hij een van de belangrijkste fabrikanten van Japanware in Wolverhampton geworden. Marston was in zijn werk een perfectionist. Bovendien werkte hij elke dag lang en hard en hij verwachtte dat van zijn personeel ook. Wiens werk niet aan zijn kwaliteitseisen voldeed, werd onmiddellijk ontslagen. De Jeddo Works werden in 1877 uitgebreid. Marston vond een machine om sneeuw te smelten uit, die geen succes werd, maar zijn bedrijf werd een van de grootste fabrikanten van email in het Verenigd Koninkrijk.

### Sunbeam fietsen
Na 1885 begon de populariteit van het emailleerwerk te dalen, maar rijwielen waren juist in opkomst, en veel mensen drongen er bij Marston op aan ze te gaan produceren. Naar verluidt nam hij het besluit om fietsen te gaan produceren tijdens een fietsrit naar huis met zijn zoon Charles. Zoals gezegd waren beiden enthousiaste fietsers. In 1887 bouwde William Newill, de voorman uit de fabriek, een speciale fiets voor Marston. Deze had een wat lager frame, omdat Marston korte benen had. Hij was afgewerkt met de 'Japanning' techniek met een zwarte ondergrond en gouden biezen. Marston was zo verguld met deze fiets dat hij overwoog hem in productie te nemen. Het verhaal gaat dat Ellen de zon zag weerspiegelen in de glanzende lak, en zo de naam 'The Sunbeam' bedacht. Deze naam werd in 1888 geregistreerd. De fabriek werd omgedoopt tot 'Sunbeamland'. Aanvankelijk wilde Marston zich richten op de productie van tricycles, die in die tijd nog zeer populair waren en bovendien meer geschikt werden geacht voor dames dan de tot dan toe gebruikelijke Penny-farthings, maar de veiligheidsfiets van John Kemp Starley uit 1885 maakte het fietsen veel eenvoudiger en daarmee populairder. Dit was het type fiets dat geschikt was voor de productie bij 'Sunbeam'. Halverwege 1887 gaf Marston een van zijn werknemers opdracht te berekenen wat een overstap naar de fietsproductie zou kosten. In december van hetzelfde jaar werd de eerste fiets geproduceerd. 

#### John Marston Ltd.
Newill werd partner in het bedrijf en zo ontstond John Marston Ltd. 
De fabriek in Paul Street werd in 1888 omgedoopt in 'Sunbeamland' en Thomas Cureton, die ook als leerling in het bedrijf was begonnen, werd Marstons rechterhand. In februari 1889 werden de eerste Sunbeam fietsen tentoongesteld op de Stanley Show. Er stonden dertien fietsen, waaronder modellen met de door J. Harrison Carter uitgevonden 'Little Oil Bath' oliebadkettingkast. Deze oliebadkettingkast zou belangrijk worden voor het merk: hij maakte het mogelijk om vanaf 1903 een twee-snelheden epicycloïde versnelling op de trapperas te monteren, die in 1907 werd aangevuld met de door Newill ontwikkelde drieversnellingsnaaf. Dankzij de oliebadkettingkast kregen deze apparaten altijd voldoende smering. Ook de latere motorfietsproductie profiteerde ervan: Sunbeam maakte (met uitzondering van enkele legermotoren op speciaal verzoek) nooit motorfietsen met riemaandrijving. In 1889 werd een showroom en magazijn geopend in Holborn Viaduct (Londen), in 1895 volgden er nog drie. 

#### Villiers Cycle Components
In 1898 liep de fietsverkoop zó goed, dat er behoefte bestond aan de toelevering van onderdelen, zoals pedalen. Marston stuurde zijn zoon Charles naar de Verenigde Staten om daar op zoek te gaan naar de beste pedalen én de machines om ze te produceren. Charles vond wat hij zocht bij Pratt & Whitney en kwam thuis met tekeningen om pedalen te produceren. De machines werden besteld maar pasten niet in de fabriek in Paul Street. Daarom werd een werkplaats van Edward Bullivant, een ander 'Japanning' bedrijf aan Villiers Street, gekocht. Villiers Cycle Components kwam onder leiding van Charles te staan, maar in 1902 verkocht Marston het aan zijn zoon Charles voor 6.000 Pond. Op die manier werd Charles directeur van zijn eigen bedrijf, dat zou uitgroeien tot het inbouwmotormerk Villiers.

### Koh-i-noor Letters and Artistic Advertising
In 1896 bracht Marston een catalogus uit voor zijn blikken en koperen reclameletters, die aan gevels van bedrijven en winkels konden worden aangebracht als reclameuiting. Ze werden in verschillende formaten geleverd, maar de productie duurde waarschijnlijk niet lang. Toen de vertinnerij werd verkocht, verdwenen waarschijnlijk ook de Koh-i-noor letters. 

### Sunbeam auto's
In de late jaren negentig overtuigde Marstons rechterhand Thomas Cureton Marston ervan dat de productie van automobielen winstgevend zou kunnen zijn. Men begon in 1899 te werken aan een eerste prototype in een leegstaand koetshuis aan Upper Villiers Street. Het werd gebouwd door Henry Dinsdale, die bij Villiers Cycle Components werkte, maar ervaring had opgedaan bij Wearwell. Dinsdale's assistent was Harry Wood. Het ontwerp kwam van Marston en Cureton. Het werd een conventioneel tweezitter ontwerp met een 4pk staande eencilindermotor met waterkoeling, twee versnellingen, riemaandrijving, massieve banden en helmstokbesturing. De meeste onderdelen werden in de Sunbeamlandfabriek geproduceerd. Vrienden raadden Marston, inmiddels 63 jaar oud, af zich in het 'autoavontuur' te storten, maar hij zette door. Toen het prototype klaar was, reden Dinsdale en Cureton een proefrit met een snelheid van veertien mijl per uur. Deze snelheid hielden ze stil voor Marston.
In 1900 werd een tweede, identieke auto gebouwd. Deze werd tentoongesteld op de National Show in Crystal Palace. Een gelijksoortige auto werd in kleine aantallen geproduceerd en aangeboden met een vloeistofgekoelde 6- en een 8pk-Forman-tweecilinderboxermotor. Deze vierzitter had een stuurwiel, drie versnellingen én een achteruitversnelling, kettingaandrijving naar de achterwielen en houten wielen met Clipper-Michelin banden. Tijdens de National Show stelde Maxwell Maberley-Smith een bijzondere automobiel voor. Hij had vier wielen, maar deze stonden in een ruitvorm: vóór en achter, links en rechts. De motor was boven het voorwiel gemonteerd, maar dreef de zijwielen aan. Voor Sunbeam was ook dit een manier om de automarkt te betreden en daarmee was de Sunbeam-Mabley een feit. Deze 'rijdende sofa' had banken die in verschillende richtingen keken, maar de chauffeur en de passagiers zaten bijna allemaal dwars op de rijrichting. De auto had een vloeistofgekoelde 2¾pk-326cc-eencilinder De Dion-Boutonmotor. De besturing geschiedde op het voor- én het achterwiel met een helmstok. Er waren wel al luchtbanden toegepast en de aangedreven wielen hadden trommelremmen. In een werkplaats in Sunbeamland werkten in 1902 en 1903 ongeveer 50 man aan de productie. Ze bouwden ongeveer 130 Sunbeam-Mabley's.
In 1902 werd de vertinnerij en Japanware fabricage verkocht aan Orme Evans & Co., zodat Sunbeam zich volledig op de productie van fietsen en auto's kon richten. 
Na het overlijden in 1918 van de beoogd opvolger van Marston, zijn derde zoon Roland, verkocht Charles Marston het bedrijf. Hij had zijn handen vol aan zijn eigen bedrijf Villiers. Bovendien zou er veel erfbelasting moeten worden betaald. Hij verkocht de fietsen- en motorfietsentak van John Marston Ltd. aan een consortium van munitieproducenten die goed aan de oorlog verdiend hadden en een goede investering voor het verdiende kapitaal zochten. In 1919 werd het consortium overgenomen door Nobel Industries Ltd. 

#### the Sunbeam Motor Car Co. Ltd.
De verkoop van de auto's verliep goed. Daardoor moest een deel van de fabriek verbouwd en zelfs uitgebreid worden om de productie uit te kunnen breiden. Omdat dit nogal wat financiële gevolgen had, werd de autoproductie in een aparte onderneming ondergebracht. Daardoor ontstond in 1905 'the Sunbeam Motor Car Co. Ltd.' met een startkapitaal van 40.000 Pond. John Marston werd voorzitter van de raad van bestuur. De auto's werden gebouwd in een nieuwe fabriek in Villiers Street, de 'Moorfield Works'. Onderdelen werden gemaakt in kleine fabrieken aan Owen Road, Temple Street en Ablow Street. Daar produceerde men intussen ook radiateurs. De productie van radiateurs zou het bedrijf nog jaren volhouden.

### Sunbeam motorfietsen
In 1903 en 1904 vonden de eerste experimenten met gemotoriseerde fietsen plaats. Waarschijnlijk gebeurde dit door Motosacoche motoren in Sunbeam fietsframes te monteren. In 1903 patenteerde James Morgan, de plaatsvervangend bedrijfsleider van Sunbeam, zijn 'Little Oil Bath' voor motorfietsen. Deze was al eerder uitgevonden door J. Harrison Carter voor de fietsen van Sunbeam. Waarschijnlijk was deze oliebadkast de reden dat Sunbeam - met uitzondering van enkele machines voor het Franse leger - nooit motorfietsen met riemaandrijving produceerde. Marston was waarschijnlijk geen groot voorstander van deze gemotoriseerde fietsen, en toen een werknemer met een van de prototypes verongelukte verbood hij de verdere ontwikkeling ervan. 
In de jaren tien vonden juist in Wolverhampton grote ontwikkelingen op motorfietsgebied plaats, vooral door de gebroeders Stevens in hun AJS fabriek in Retreat Street, vlak bij Sunbeamland. Zij waren druk bezig hun inbouwmotoren te produceren en leverden deze aan merken als Clyno en Wearwell. Marston zag in dat er toekomst zat in de gemotoriseerde tweewielers en gaf John Greenwood, die voor Rover en JAP had gewerkt, rond 1911 opdracht een Sunbeam motorfiets te ontwikkelen. Het bedrijfje van de gebroeders Stevens was eigenlijk te klein en geld voor nieuwe investeringen was altijd welkom. Daarom liet Harry Stevens zich door Greenwood inhuren om aan de eerste Sunbeam mee te werken.
Stevens bouwde een 349cc 2¾pk eencilinder zijklepmotor met twee versnellingen. Greenwood bracht kleine modificaties aan, waaronder de toepassing van de gepatenteerde oliebadkast en in 1912 ging de machine in productie. Ze werd verkocht als 'The Gentleman's Motorcycle', een naam die de kwaliteitsstandaard moest benadrukken. In 1913 werden kleine wijzigingen aangebracht, zoals de zwart/gouden lak die nog uit het 'Japanning' tijdperk stamde en die het merk nog lang zou toepassen. 

## Publieke functies
Marston werd in 1882 lid van het schoolbestuur en was van 1886 tot 1888 voorzitter. In 1885 werd hij gemeenteraadslid van St. Paul's Ward, waar de Jeddo Works stonden. In november 1889 (het jaar van zijn zilveren huwelijksverjaardag) werd Marston burgemeester van Wolverhampton. Ook in 1890 was hij burgemeester. Tijdens zijn burgemeesterschap werkte hij nauw samen met o.m. het 'Sewerage Committee' (riolering) en het 'Waterworks Committee' (waterleiding) om de watervoorziening en de riolering te verbeteren. Er werd ook een elektriciteitscentrale gebouwd. Onder zijn leiding werd land aangekocht voor de hoognodige uitbreiding van het waterleidingbedrijf in Barnhurst Farm en er werden twee waterpompen geïnstalleerd die elk meer dan 150.000 hectoliter water per dag konden oppompen. Ook kreeg men Koninklijke toestemming om een elektriciteitscentrale te bouwen om de hele 'Borough' van elektrisch licht te voorzien. Na zijn afscheid als burgemeester in 1891 werd hij wethouder en lid van de County Commission. Hij bleef voorzitter van het waterleidingbedrijf, dat extra waterbronnen nodig had voor de groeiende industriestad Wolverhampton. Omdat de toestemming van het parlement hiervoor uitbleef, werden in Cosford grote waterfilters gebouwd, die rivierwater (waarschijnlijk uit de Swift) zuiverden. In 1901 werd Marston gekozen als voorzitter van de 'Governors of the Grammar School' en in 1909 ere 'Freeman of the Bourough'. Hij was ook lid en later voorzitter van de raad van bestuur van het Wolverhampton and Staffordshire General Hospital en lid van de kamer van koophandel van Wolverhampton. Marston was de eerste voorzitter van de Wolverhamton Automobile Club, voorzitter van de West Wolverhampton Conservative Association en voorzitter van de Wolverhampton Conservative Club. Marston was ook vrijmetselaar en lid van de 'Lodge of Honour'. 